# Hornbæk Sogn (Helsingør Kommune)
 For alternative betydninger, se Hornbæk Sogn. (Se også artikler, som begynder med Hornbæk Sogn)
Hornbæk Sogn er et sogn i Helsingør Domprovsti (Helsingør Stift).
I fiskerlandsbyen Hornbæk blev Hornbæk Kirke opført som filialkirke til Tikøb Kirke i 1737. I 1877 blev Hornbæk Sogn udskilt fra Tikøb Sogn, som hørte til Lynge-Kronborg Herred i Frederiksborg Amt. Tikøb sognekommune, der også omfattede Hornbæk Sogn, blev ved kommunalreformen i 1970 indlemmet i Helsingør Kommune.
Hornbæk Sogn omfattede også Hellebæk, hvor der var et kapel fra 1786. Hellebæk Kirke blev indviet i 1920. Hellebæk var et kirkedistrikt i Hornbæk Sogn indtil 1961, hvor det selvstændige Hellebæk Sogn blev udskilt.
I sognet findes følgende autoriserede stednavne:
- Borsholm (bebyggelse)
- Borsholm By (bebyggelse, ejerlav)
- Borsholm Overdrev (bebyggelse)
- Havreholm (bebyggelse)
- Havreholm By (bebyggelse, ejerlav)
- Holmegårde (bebyggelse, ejerlav)
- Hornbæk (bebyggelse)
- Hornbæk By (bebyggelse, ejerlav)
- Hornbæk Fiskerleje (bebyggelse, ejerlav)
- Hornbæk Overdrev (bebyggelse)
- Hornbæk Plantage (areal, ejerlav)
- Horneby (bebyggelse)
- Horneby By (bebyggelse, ejerlav)
- Horneby Fælled (bebyggelse)
- Horneby Sand (bebyggelse)
- Horserød (bebyggelse)
- Horserød By (bebyggelse, ejerlav)
- Karinebæk (station)
- Kildekrog (bebyggelse)
- Klosterris Hegn (areal, ejerlav)
- Risby Fredsskov (areal, ejerlav)
- Saunte (bebyggelse)
- Saunte By (bebyggelse, ejerlav)
- Saunte Overdrev (bebyggelse)
- Stenstrup (bebyggelse)
- Stenstrup By (bebyggelse, ejerlav)